# Survivor Series (2015)
Survivor Series (2015) foi um evento de wrestling livre profissional produzido pela WWE, que foi transmitido em formato pay-per-view e pelo WWE Network no dia 22 de novembro de 2015, na Philips Arena, na cidade de Atlanta, Geórgia. Este foi o vigésimo nono evento da cronologia do Survivor Series, celebrando o 25º aniversário de The Undertaker na WWE, sua estreia ocorreu no Survivor Series de 1990.
Nove lutas foram disputadas no evento, incluindo uma no pré-show. No evento principal, Roman Reigns derrotou Dean Ambrose para vencer o vago WWE World Heavyweight Championship; entretanto, imediatamente após a luta, Sheamus usou seu contrato do Money in the Bank e derrotou Reigns para vencer o título.

## Produção

### Conceito
Survivor Series é uma gimmick anual de pay-per-view, produzido todo mês de novembro pela WWE desde 1987. O segundo evento pay-per-view mais antigo da história (atrás apenas da WrestleMania ), é um dos quatro pay-per-views originais da promoção, junto com WrestleMania, Royal Rumble e SummerSlam, apelidados de "Big Four". O evento é tradicionalmente caracterizado por ter lutas Survivor Series, que são lutas de eliminação de equipes que normalmente colocam equipes de quatro ou cinco lutadores umas contra as outras. O evento de 2015 foi o vigésimo nono evento na cronologia do Survivor Series e incluiu duas lutas Survivor Series masculinas 5-contra-5, uma das quais foi no pré-show Survivor Series. O evento também foi o último Survivor Series antes da reintrodução da extensão da marca em julho de 2016, que novamente dividiu o elenco entre as marcas Raw e SmackDown.

### Rivalidades
O evento consistiu em nove lutas, incluindo uma no pré-show. As lutas resultaram de enredos roteirizados, onde os lutadores retratavam vilões, heróis ou personagens menos distinguíveis em eventos roteirizados que criaram tensão e culminaram em uma luta ou série de lutas, com resultados pré-determinados pelos escritores da WWE, enquanto as histórias foram desenvolvidas nos principais programas de televisão da WWE, Raw e SmackDown.

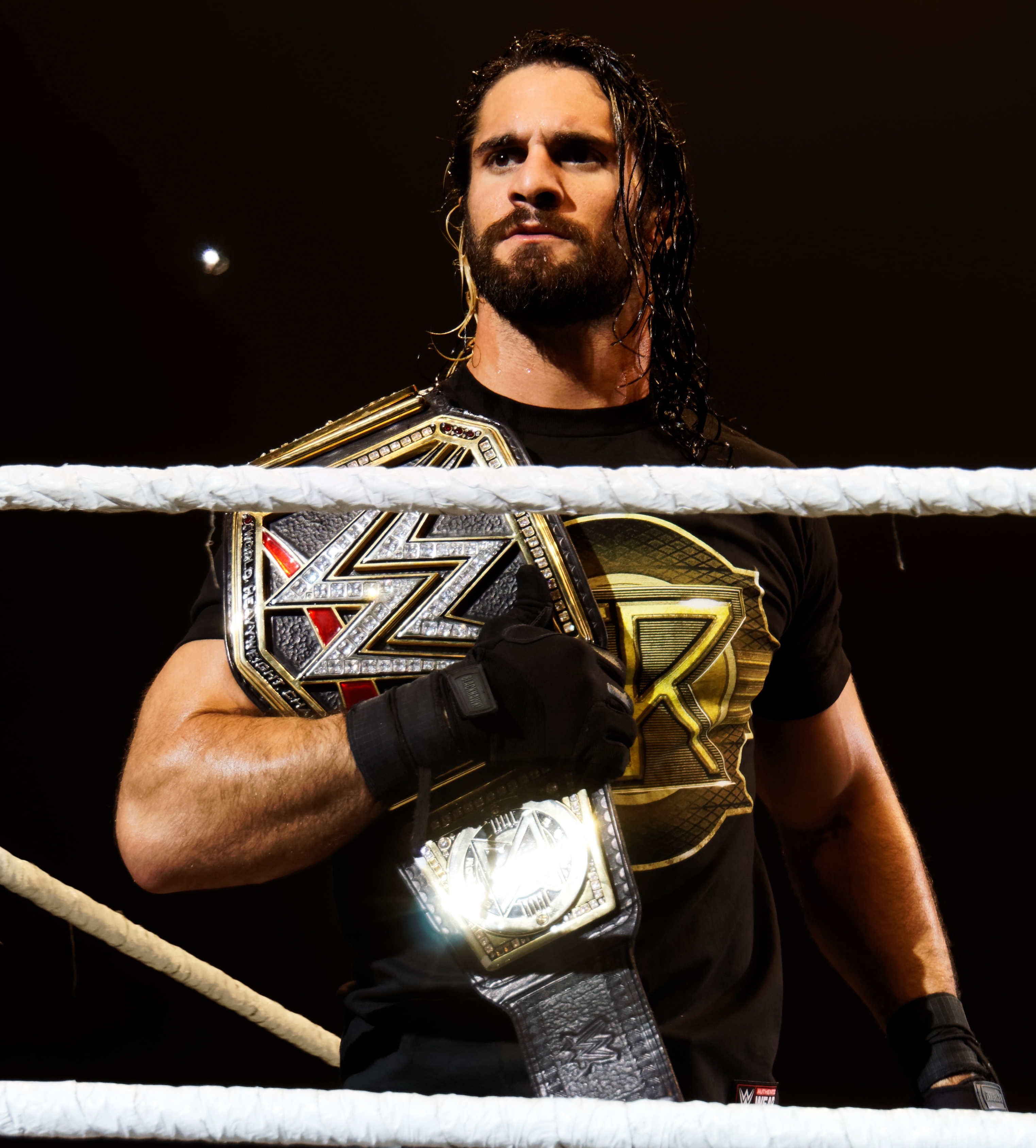
Devido a uma lesão no joelho, Seth Rollins foi forçado a abandonar o WWE World Heavyweight Championship, e um torneio foi feito para coroar um novo campeão no Survivor Series

Depois que Seth Rollins reteve o WWE World Heavyweight Championship no Hell in a Cell, um novo desafiante foi determinado na noite seguinte no Raw. Oito lutadores que foram vitoriosos no Hell in a Cell competiram em lutas individuais, com os vencedores avançando para uma luta Fatal 4-Way. Roman Reigns saiu vitorioso e foi nomeado o desafiante nº 1. No entanto, em 4 de novembro, Rollins sofreu múltiplas lesões no joelho em um live event em Dublin, Irlanda; portanto, o título foi vago e um torneio foi organizado para coroar um novo campeão. O torneio começou no Raw de 9 de novembro, com as semifinais e a final marcadas para o Survivor Series. Visto que Roman Reigns já era o desafiante #1, Triple H ofereceu-se para passar Reigns diretamente para as finais se ele se juntasse à Authority. Reigns recusou, preferindo ir para o torneio. No episódio de 16 de novembro do Raw, Reigns, Dean Ambrose, o Campeão Intercontinental Kevin Owens e o Campeão dos Estados Unidos Alberto Del Rio avançaram para as semifinais com vitórias sobre Cesaro, Dolph Ziggler, Neville e Kalisto respectivamente, montando Reigns vs. Del Rio e Ambrose vs. Owens nas semifinais do evento.
No Raw de 2 de novembro, Paige derrotou Becky Lynch, Brie Bella e Sasha Banks em uma luta Fatal 4-Way para ganhar uma luta pelo Divas Championship contra Charlotte no Survivor Series.
No Hell in a Cell, a Wyatt Family atacou The Undertaker depois que ele perdeu para Brock Lesnar em uma luta Hell in a Cell e o levou para fora da arena. Na noite seguinte no Raw, o irmão de Undertaker, Kane, confrontou a Wyatt Family, mas também foi atacado e levado para fora. No Raw de 9 de novembro, The Undertaker e Kane voltaram e atacaram a Wyatt Family. No episódio de 12 de novembro do SmackDown, Bray Wyatt desafiou os irmãos para uma luta de duplas no Survivor Series contra dois membros da Wyatt Family, que eles aceitaram.
No SmackDown de 22 de outubro, Tyler Breeze fez sua estréia na WWE e atacou Dolph Ziggler. No episódio de 29 de outubro do SmackDown, depois que Ziggler derrotou The Miz, Breeze atacou Ziggler. No Raw de 2 de novembro, Breeze distraiu Ziggler durante uma luta com Kevin Owens, permitindo a Owens obter a vitória. No episódio de 19 de novembro do SmackDown, depois que Breeze derrotou Zack Ryder, Ziggler atacou Breeze. Mais tarde no show, uma luta entre Ziggler e Breeze foi marcada para o Survivor Series.

## Ameaça do ISIS
O Federal Bureau of Investigation investigou uma alegada ameaça do Estado Islâmico do Iraque e do Levante (ISIS) no evento. Em 21 de novembro de 2015, o FBI divulgou a declaração: "O FBI está ciente de relatos de uma suposta ameaça que inclui um local e evento em Atlanta, Geórgia. Embora levemos todas as ameaças a sério, não temos informações específicas ou confiáveis de um ataque neste momento. No entanto, fizemos as notificações adequadas à medida que continuamos a trabalhar em estreita colaboração com nossas autoridades policiais e parceiros do setor privado para manter nossa comunidade segura." O International Business Times relatou que o grupo de hackers Anonymous foram responsáveis por descobrir as informações. A WWE divulgou um comunicado afirmando que o show continuaria conforme programado. O show continuou sem nenhum ataque do ISIS.

## Evento
| Função:                   | Nome:                    |
| ------------------------- | ------------------------ |
| Comentaristas em inglês   | Michael Cole             |
| Comentaristas em inglês   | John "Bradshaw" Layfield |
| Comentaristas em inglês   | Jerry Lawler             |
| Comentaristas em espanhol | Carlos Cabrera           |
| Comentaristas em espanhol | Marcelo Rodriguez        |
| Entrevistadores           | Tom Phillips (Pre-show)  |
| Entrevistadores           | Rich Brennan (Pre-show)  |
| Entrevistadores           | JoJo                     |
| Anunciadoras de ringue    | Lilian Garcia            |
| Anunciadoras de ringue    | Eden Stiles              |
| Árbitros                  | Mike Chioda              |
| Árbitros                  | Darrick Moore            |
| Árbitros                  | John Cone                |
| Árbitros                  | Charles Robinson         |
| Árbitros                  | Rudy Charles             |
| Árbitros                  | Rod Zapata               |
| Árbitros                  | Jason Ayers              |
| Painel do pré-show        | Renee Young              |
| Painel do pré-show        | Booker T                 |
| Painel do pré-show        | Corey Graves             |
| Painel do pré-show        | Byron Saxton             |

### Pré-show
Durante o pré-show do Survivor Series, The Dudley Boyz (Bubba Ray Dudley e D-Von Dudley), Goldust, Neville e Titus O'Neil enfrentaram The Cosmic Wasteland (Stardust, Konnor e Viktor), The Miz e Bo Dallas em uma luta Survivor Series de eliminação. Viktor foi eliminado por Goldust após um snap scoop powerslam. Konnor foi eliminado por Bubba Ray após um side slam. Neville foi eliminado por The Miz após um Bo-Dog de Dallas, seguido por um Skull Crushing Finale de The Miz. The Miz foi eliminado por Goldust com um schoolboy. Dallas foi eliminado por O'Neil após um Clash of the Titus. Stardust foi eliminado por D-Von após um 3-D pelos Dudleyz, deixando Goldust, The Dudleyz e Titus O'Neil como os sobreviventes.

### Lutas preliminares
O pay-per-view começou com as semifinais no torneio pelo WWE World Heavyweight Championship. Na primeira semifinal, Roman Reigns enfrentou Alberto Del Rio (acompanhado por Zeb Colter). No final, enquanto Del Rio saltava da corda superior, Reigns evitou Del Rio e executou um Spear em Del Rio para vencer a luta e avançar para as finais.
Em seguida, Dean Ambrose e Kevin Owens competiram na segunda luta da semifinal. No final, enquanto Owens tentava um Pop-Up Powerbomb, Ambrose contra-atacou com um Hurricanrana e executou um Dirty Deeds em Owens para vencer a luta e avançar para as finais.
Depois disso, The New Day (Big E, Kofi Kingston e Xavier Woods), Sheamus e King Barrett enfrentaram The Usos (Jimmy Uso e Jey Uso), The Lucha Dragons (Kalisto e Sin Cara) e Ryback em uma luta Survivor Series de eliminação. Barrett foi eliminado por Sin Cara após um Springboard Senton Bomb. Jimmy Uso foi eliminado por Xavier Woods após uma combinação de Backbreaker/Diving Double Foot Stomp com Kingston. Sin Cara foi eliminado por Sheamus após um Brogue Kick. Big E foi eliminado por Jey Uso após um Samoan Splash. Depois que Big E foi eliminado, Kingston e Woods saíram com Big E, eliminando Kingston e Woods. No final, Sheamus recebeu um Superkick de Jey Uso, um Hurricanrana de Kalisto e foi eliminado por Ryback após um Shellshocked, deixando Ryback, Kalisto e Jey como os sobreviventes.
Na quarta luta, Charlotte defendeu o WWE Divas Championship contra Paige. Durante a luta, Charlotte executou um Natural Selection em Paige, fazendo com que Paige rolasse para fora do ringue. Paige subiu na barricada e provocou Charlotte, que também subiu e executou um Spear em Paige. Charlotte, com os braços sob a corda inferior, forçou Paige a se submeter ao Figure Eight Leglock para reter.
Na quinta luta, Tyler Breeze enfrentou Dolph Ziggler. Breeze executou um Unprettier em Ziggler para vencer a luta.
Na penúltima luta, os Brothers of Destruction (The Undertaker e Kane) enfrentaram Bray Wyatt e Luke Harper da Wyatt Family, com Erick Rowan e Braun Strowman no corner. Antes da luta, Undertaker e Kane realizaram um Double Chokeslam em Rowan. Durante a luta, Undertaker e Kane realizaram um duplo Chokeslam em Strowman através de uma mesa de transmissão. No clímax, Wyatt executou um Spider Walk para provocar seus oponentes, no entanto, Undertaker e Kane sentaram-se simultaneamente. Undertaker e Kane executaram um Double Chokeslam em Wyatt e Harper antes de Undertaker derrotar Harper após um Tombstone Piledriver para vencer a luta.

### Evento principal
No evento principal, Roman Reigns e Dean Ambrose lutaram na final do torneio pelo vago WWE World Heavyweight Championship. Durante a luta, Ambrose saltou da corda superior, mas foi interceptado por Reigns com um Superman Punch para uma contagem de dois. Reigns executou um Spear em Ambrose para outra contagem de dois. Quando Reigns tentou outro Spear, Ambrose empurrou-o para o poste do ringue e rolou-o para uma contagem de dois. Ambrose executou um Dirty Deeds em Reigns para uma contagem de dois. Reigns executou outro Spear em Ambrose para vencer o título.
Após a luta, Triple H entrou no ringue para parabenizar Reigns. Triple H ofereceu um aperto de mão a Reigns, mas Reigns o atacou com um Spear. Sheamus surpreendeu Reigns com um Brogue Kick e fez o cash-in de seu contrato do Money in the Bank. Depois que Reigns fez o kick out de uma tentativa de pinfall, Sheamus executou outro Brogue Kick em Reigns para vencer o título.

## Depois do evento
O Raw pós-Survivor Series foi o episódio sem ser em um feriado com a audiência mais baixa desde 1997 e a primeira vez que o Raw teve uma média de menos de três milhões de espectadores desde então. Nesse episódio, Roman Reigns confrontou a Authority e exigiu uma revanche contra Sheamus pelo WWE World Heavyweight Championship naquela noite. Triple H agendou uma revanche para TLC: Tables, Ladders and Chairs em uma lutas Tables, Ladders and Chairs antes de deixar Reigns para enfrentar Rusev naquela noite, que Reigns venceu por desqualificação após King Barrett interferir. No Raw de 30 de novembro, Reigns atacou Sheamus durante a celebração do WWE World Heavyweight Championship antes de levar o cinturão com ele. Isso levou Sheamus a dar a Reigns uma luta pelo WWE World Heavyweight Championship naquela noite, mas com a estipulação de que Reigns deveria vencê-lo em 5:15 (a quantidade de tempo que durou o breve reinado de Reigns pelo título) para vencer o título. Reigns derrotou Sheamus por desqualificação após Rusev interferir, o que impediu Reigns de vencer o título. Após a luta, Sheamus foi ajudado por Rusev, King Barrett e Alberto Del Rio , e se apresentaram como a League of Nations.
Em 26 de novembro episódio do SmackDown, Dean Ambrose ganhou uma luta Triple Threat contra Dolph Ziggler e Tyler Breeze para se tornar o candidato n º 1 ao Intercontinental Championship de Kevin Owens.
No Raw de 23 de novembro , para comemorar um ano como equipe, o The New Day decidiu lançar um desafio aberto a quem quiser ter uma chance de ganhar o WWE Tag Team Championship, mas quando os Lucha Dragons e os Usos se envolveram, decidiram cancelar o desafio. No Raw de 30 de novembro, a luta para determinar o desafiante #1 entre The Usos e The Lucha Dragons terminou em dupla desqualificação após a interferência do The New Day. A Authority decidiu fazer o WWE Tag Team Championship corresponder a uma luta Triple Threat de escadas em que os Lucha Dragons foram imediatamente inseridos, mas que os Usos só participariam se Roman Reigns derrotasse Sheamus naquela noite. Como Reigns venceu por desqualificação, os Usos foram inseridos na luta pelo título.
No Raw de 23 de novembro, a Wyatt Family derrotou os Dudley Boyz antes de atacá-los repetidamente. No episódio de 26 de novembro do SmackDown, os Dudley Boyz derrotaram a Wyatt Family (Braun Strowman e Erick Rowan) por desqualificação após Luke Harper, membro da Wyatt Family, interferir na luta. Depois disso, a Wyatt Family jogou Bubba Ray Dudley em uma mesa. No Raw de 30 de novembro, os Dudley Boyz apresentaram Tommy Dreamer, fazendo o seu retorno à WWE em mais de 5 anos, para se juntar a eles em sua luta contínua contra a Wyatt Family.
Depois de não ter vencido Charlotte pelo WWE Divas Championship no evento, Paige a acusou de trapaça semelhante à de seu pai Ric Flair no Raw de 23 de novembro. As duas se enfrentaram naquela noite em uma revanche pelo WWE Divas Championship, que terminou em duplo count-out após Paige não conseguir voltar ao ringue a tempo após impedir Charlotte de voltar em primeiro. Após a luta, Paige continuou a atacar Charlotte, o que terminou com Paige prendendo Charlotte no PTO no topo da mesa de transmissão. No Raw de 30 de novembro, Charlotte derrotou sua amiga Becky Lynch depois que ela fingiu uma lesão na perna e seu pai distraiu Lynch para permitir que ela rolasse Lynch para a vitória. A amizade delas ficou ainda mais tensa no episódio de 3 de dezembro do SmackDown, quando Charlotte atacou a oponente de Lynch, Brie Bella, enquanto estava presa no Dis-arm-her depois que Bella a atingiu por acidente, dando a Bella uma vitória por desqualificação.

## Resultados
| Nº                                          | Resultados | Estipulações | Tempo |
| ------------------------------------------- | --- | --- | ----- |
| Pré- show                                   | The Dudley Boyz (Bubba Ray Dudley e D-Von Dudley), Goldust, Neville e Titus O'Neil derrotaram Bo Dallas, The Ascension (Konnor e Viktor), Stardust e The Mizeliminações | Luta Survivor Series 5-contra-5 de eliminação                                                                       | 18:10 |
| 1                                           | Roman Reigns derrotou Alberto Del Rio (com Zeb Colter) | Luta individual pela semifinal do torneio pelo vago WWE World Heavyweight Championship                              | 14:05 |
| 2                                           | Dean Ambrose derrotou Kevin Owens | Luta individual pela semifinal do torneio pelo vago WWE World Heavyweight Championship                              | 11:20 |
| 3                                           | The Usos (Jey e Jimmy), The Lucha Dragons (Kalisto e Sin Cara) e Ryback derrotaram King Barret, Sheamus e The New Day (Big E, Kofi Kingston e Xavier Woods)eliminações  | Luta Survivor Series 5-contra-5 de eliminação                                                                       | 17:33 |
| 4                                           | Charlotte (c) derrotou Paige por submissão | Luta individual pelo WWE Divas Championship                                                                         | 14:18 |
| 5                                           | Tyler Breeze (com Summer Rae) derrotou Dolph Ziggler | Luta individual | 6:41  |
| 6                                           | The Brothers of Destruction (The Undertaker e Kane) derrotaram The Wyatt Family (Bray Wyatt e Luke Harper) (com Braun Strowman e Erick Rowan)                           | Luta de duplas | 10:18 |
| 7                                           | Roman Reigns derrotou Dean Ambrose | Luta individual pela final do torneio pelo vago WWE World Heavyweight Championship                                  | 9:02  |
| 8                                           | Sheamus derrotou Roman Reigns (c) | Luta individual pelo WWE World Heavyweight Championship Sheamus fez o cash-in de seu contrato do Money in the Bank. | 0:37  |
| (c) – Refere-se aos campeões antes da luta. | | |       |

### Eliminações nas lutasSurvivor Series
↑1 
| Ordem de Eliminação | Lutador                                                | Eliminado por                                          | Método                                                 | Tempo                                                  |
| ------------------- | ------------------------------------------------------ | ------------------------------------------------------ | ------------------------------------------------------ | ------------------------------------------------------ |
| 1º                  | Viktor                                                 | Goldust                                                | Pinfall                                                | 0:30                                                   |
| 2º                  | Konnor                                                 | Bubba Ray Dudley                                       | Pinfall                                                | 5:27                                                   |
| 3º                  | Neville                                                | The Miz                                                | Pinfall                                                | 8:40                                                   |
| 4º                  | The Miz                                                | Goldust                                                | Pinfall                                                | 9:05                                                   |
| 5º                  | Bo Dallas                                              | Titus O'Neil                                           | Pinfall                                                | 17:20                                                  |
| 6º                  | Stardust                                               | D-Von Dudley                                           | Pinfall                                                | 18:10                                                  |
| Sobrevivente(s):    | Bubba Ray Dudley, D-Von Dudley, Goldust & Titus O'Neil | Bubba Ray Dudley, D-Von Dudley, Goldust & Titus O'Neil | Bubba Ray Dudley, D-Von Dudley, Goldust & Titus O'Neil | Bubba Ray Dudley, D-Von Dudley, Goldust & Titus O'Neil |

↑2 
| Ordem de Eliminação | Lutador                   | Eliminado por             | Método                    | Tempo                     |
| ------------------- | ------------------------- | ------------------------- | ------------------------- | ------------------------- |
| 1º                  | King Barrett              | Sin Cara                  | Pinfall                   | 7:46                      |
| 2º                  | Jimmy Uso                 | Xavier Woods              | Pinfall                   | 9:22                      |
| 3º                  | Sin Cara                  | Sheamus                   | Pinfall                   | 10:42                     |
| 4º                  | Big E                     | Jey Uso                   | Pinfall                   | 11:30                     |
| 5º                  | Kofi Kingston             | N/A                       | Countout                  | 11:30                     |
| 5º                  | Xavier Woods              | N/A                       | Countout                  | 11:30                     |
| 7º                  | Sheamus                   | Ryback                    | Pinfall                   | 17:33                     |
| Sobrevivente(s):    | Ryback, Kalisto & Jey Uso | Ryback, Kalisto & Jey Uso | Ryback, Kalisto & Jey Uso | Ryback, Kalisto & Jey Uso |

### Torneio pelo WWE World Heavyweight Championship
|  | Oitavas de final Raw (9/11) SmackDown (12/11) | Oitavas de final Raw (9/11) SmackDown (12/11) |       |                 | Quartas de final Raw (16/11) | Quartas de final Raw (16/11) |  |              | Semifinais Survivor Series | Semifinais Survivor Series |  |              | Final Survivor Series | Final Survivor Series |
|  |                                               |                                               |       |                 |                              |                              |  |              |                            |                            |  |              |                       |                       |
|  | Roman Reigns                                  | Pin                                           |       |                 |                              |                              |  |              |                            |                            |  |              |                       |                       |
|  | Big Show                                      | 14:32                                         |       |                 |                              |                              |  |              |                            |                            |  |              |                       |                       |
|  | Big Show                                      | 14:32                                         |       | Roman Reigns    | Pin                          |                              |  |              |                            |                            |  |              |                       |                       |
|  |                                               |                                               |       | Roman Reigns    | Pin                          |                              |  |              |                            |                            |  |              |                       |                       |
|  |                                               | Cesaro                                        | 20:21 |                 |                              |                              |  |              |                            |                            |  |              |                       |                       |
|  | Cesaro                                        | Cesaro                                        | 20:21 | Pin             |                              |                              |  |              |                            |                            |  |              |                       |                       |
|  | Cesaro                                        |                                               |       | Pin             |                              |                              |  |              |                            |                            |  |              |                       |                       |
|  | Sheamus                                       | 15:28                                         |       |                 |                              |                              |  |              |                            |                            |  |              |                       |                       |
|  | Sheamus                                       | 15:28                                         |       |                 |                              |                              |  | Roman Reigns | Pin                        |                            |  |              |                       |                       |
|  |                                               |                                               |       |                 |                              |                              |  | Roman Reigns | Pin                        |                            |  |              |                       |                       |
|  |                                               | Alberto Del Rio                               | 14:01 |                 |                              |                              |  |              |                            |                            |  |              |                       |                       |
|  | Alberto Del Rio                               | Alberto Del Rio                               | 14:01 | Pin             |                              |                              |  |              |                            |                            |  |              |                       |                       |
|  | Alberto Del Rio                               |                                               |       | Pin             |                              |                              |  |              |                            |                            |  |              |                       |                       |
|  | Stardust                                      | 6:56                                          |       |                 |                              |                              |  |              |                            |                            |  |              |                       |                       |
|  | Stardust                                      | 6:56                                          |       | Alberto Del Rio | Pin                          |                              |  |              |                            |                            |  |              |                       |                       |
|  |                                               |                                               |       | Alberto Del Rio | Pin                          |                              |  |              |                            |                            |  |              |                       |                       |
|  |                                               | Kalisto                                       | 10:04 |                 |                              |                              |  |              |                            |                            |  |              |                       |                       |
|  | Kalisto                                       | Kalisto                                       | 10:04 | Pin             |                              |                              |  |              |                            |                            |  |              |                       |                       |
|  | Kalisto                                       |                                               |       | Pin             |                              |                              |  |              |                            |                            |  |              |                       |                       |
|  | Ryback                                        | 10:08                                         |       |                 |                              |                              |  |              |                            |                            |  |              |                       |                       |
|  | Ryback                                        | 10:08                                         |       |                 |                              |                              |  |              |                            |                            |  | Roman Reigns | Pin                   |                       |
|  |                                               |                                               |       |                 |                              |                              |  |              |                            |                            |  | Roman Reigns | Pin                   |                       |
|  |                                               | Dean Ambrose                                  | 9:02  |                 |                              |                              |  |              |                            |                            |  |              |                       |                       |
|  | Titus O'Neil                                  | Dean Ambrose                                  | 9:02  | 6:52            |                              |                              |  |              |                            |                            |  |              |                       |                       |
|  | Titus O'Neil                                  |                                               |       | 6:52            |                              |                              |  |              |                            |                            |  |              |                       |                       |
|  | Kevin Owens                                   | Pin                                           |       |                 |                              |                              |  |              |                            |                            |  |              |                       |                       |
|  | Kevin Owens                                   | Pin                                           |       | Kevin Owens     | Pin                          |                              |  |              |                            |                            |  |              |                       |                       |
|  |                                               |                                               |       | Kevin Owens     | Pin                          |                              |  |              |                            |                            |  |              |                       |                       |
|  |                                               | Neville                                       | 10:44 |                 |                              |                              |  |              |                            |                            |  |              |                       |                       |
|  | Neville                                       | Neville                                       | 10:44 | Pin             |                              |                              |  |              |                            |                            |  |              |                       |                       |
|  | Neville                                       |                                               |       | Pin             |                              |                              |  |              |                            |                            |  |              |                       |                       |
|  | King Barrett                                  | 15:27                                         |       |                 |                              |                              |  |              |                            |                            |  |              |                       |                       |
|  | King Barrett                                  | 15:27                                         |       |                 |                              |                              |  | Kevin Owens  | 11:19                      |                            |  |              |                       |                       |
|  |                                               |                                               |       |                 |                              |                              |  | Kevin Owens  | 11:19                      |                            |  |              |                       |                       |
|  |                                               | Dean Ambrose                                  | Pin   |                 |                              |                              |  |              |                            |                            |  |              |                       |                       |
|  | Dolph Ziggler                                 | Dean Ambrose                                  | Pin   | Pin             |                              |                              |  |              |                            |                            |  |              |                       |                       |
|  | Dolph Ziggler                                 |                                               |       | Pin             |                              |                              |  |              |                            |                            |  |              |                       |                       |
|  | The Miz                                       | 4:59                                          |       |                 |                              |                              |  |              |                            |                            |  |              |                       |                       |
|  | The Miz                                       | 4:59                                          |       | Dolph Ziggler   | 16:41                        |                              |  |              |                            |                            |  |              |                       |                       |
|  |                                               |                                               |       | Dolph Ziggler   | 16:41                        |                              |  |              |                            |                            |  |              |                       |                       |
|  |                                               | Dean Ambrose                                  | Pin   |                 |                              |                              |  |              |                            |                            |  |              |                       |                       |
|  | Dean Ambrose                                  | Dean Ambrose                                  | Pin   | Pin             |                              |                              |  |              |                            |                            |  |              |                       |                       |
|  | Dean Ambrose                                  |                                               |       | Pin             |                              |                              |  |              |                            |                            |  |              |                       |                       |
|  | Tyler Breeze                                  | 11:07                                         |       |                 |                              |                              |  |              |                            |                            |  |              |                       |                       |